# ATP Tolosa
L'ATP Tolosa è stato un torneo di tennis facente parte dei tornei dell'ATP giocato nel 1975 a Tolosa in Francia.

## Albo d'oro

### Singolare
| Anno | Vincitore  | Finalista   | Punteggio   |
| ---- | ---------- | ----------- | ----------- |
| 1975 | Onny Parun | Kim Warwick | 4-6 6-3 6-0 |